# Val d’Arry
Val d’Arry ist eine französische Gemeinde mit 2.455 Einwohnern (Stand 1. Januar 2022) im Département Calvados in der Region Normandie. Sie gehört zum Kanton Les Monts d’Aunay im Arrondissement Vire.
Sie entstand mit Wirkung vom 1. Januar 2017 als Commune nouvelle durch die Zusammenlegung der früheren Gemeinden Noyers-Missy, Le Locheur und Tournay-sur-Odon, die mit Ausnahme von Noyers-Missy in der neuen Gemeinde den Status einer Commune déléguée ausüben. Dies beruht darauf, dass bereits mit Wirkung vom 1. Januar 2016 die Gemeinde Noyers-Missy aus den früheren Gemeinden Missy und Noyers-Bocage gebildet wurde. Der Verwaltungssitz befindet sich in Noyers-Bocage.

## Gliederung
| Ortsteil                        | ehemaliger INSEE-Code | Fläche (km²) | Einwohnerzahl zum 1. Januar 2022 |
| ------------------------------- | --------------------- | ------------ | -------------------------------- |
| Noyers-Bocage (Verwaltungssitz) | 14475                 | 8,87         | 1.294                            |
| Le Locheur                      | 14373                 | 3,68         | .0257                            |
| Missy                           | 14432                 | 5,06         | .0551                            |
| Tournay-sur-Odon                | 14702                 | 6,93         | .0353                            |

## Geographie
Nachbarorte sind Monts-en-Bessin, Vendes, Tessel, Grainville-sur-Odon, Gavrus, Bougy, Vacognes-Neuilly, Landes-sur-Ayon, Épinay-sur-Odon, Parfouru-sur-Odon und Villy-Bocage.

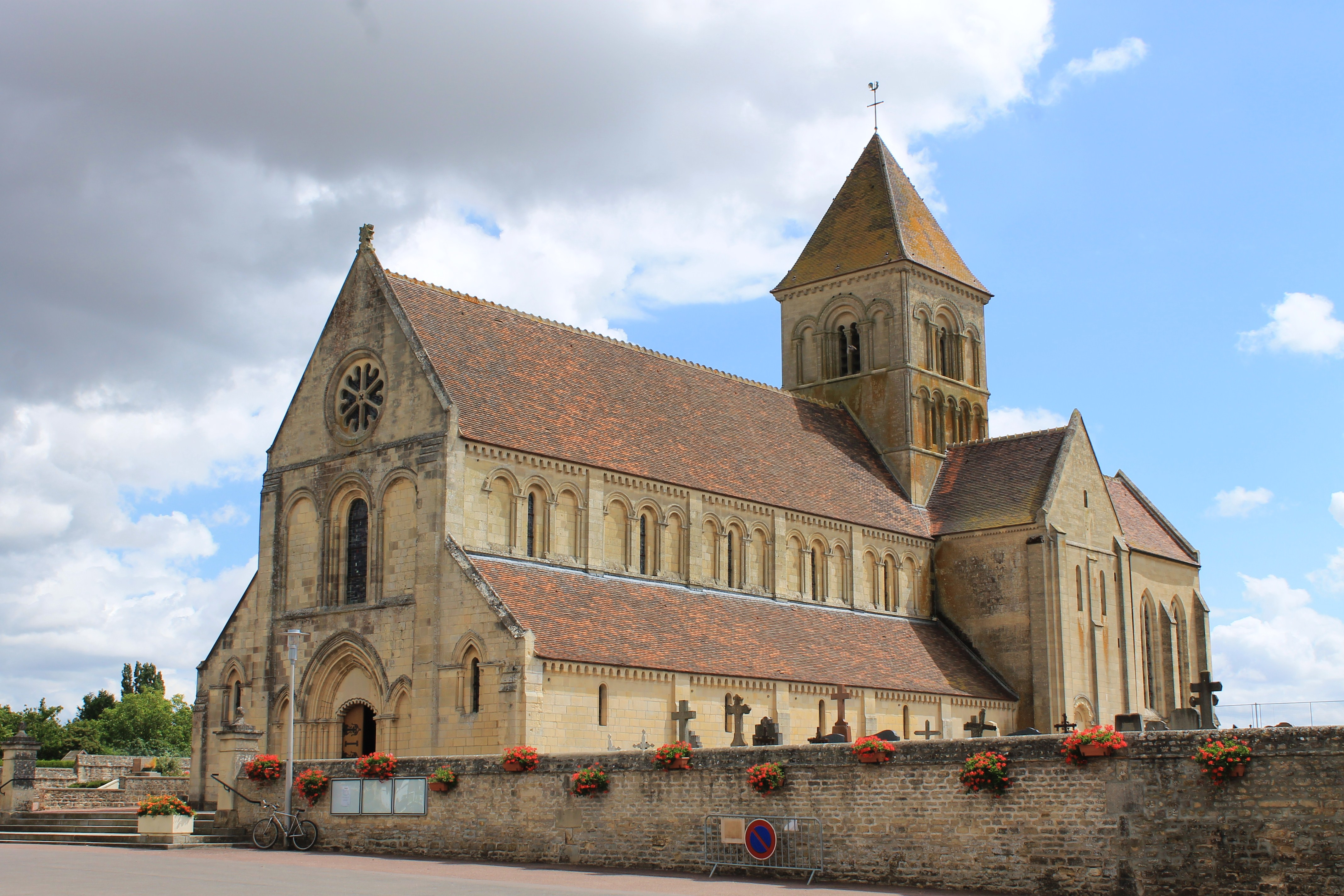
Kirche Saint-Jacques im Ortsteil Le Locheur